# John Michell
Pour les articles homonymes, voir John Michell, John Mitchell, Mitchell et Michell.
John Michell (ou Mitchell[réf. nécessaire] ; 25 décembre 1724 – 21 avril 1793) est un prêtre, physicien, astronome et géologue britannique. Certains de ses travaux n'ont été redécouverts par les astronomes que dans les années 1970. Il est considéré comme l'un des fondateurs de la sismologie moderne, car il fut le premier à suggérer que les mouvements du sol impliqués dans un séisme se propageaient à l'intérieur de la Terre sous forme d'ondes à partir d'une rupture dans la croûte terrestre. Cette idée lui était venue après le tremblement de terre de Lisbonne, qui eut lieu le 1er novembre 1755 et qui joue un rôle important dans le conte philosophique Candide de Voltaire.
Il semble aussi que John Michell fut le premier à imaginer un objet céleste assez lourd pour empêcher tout échappement de lumière ; cette idée n'avait rien de mystérieux pour l'époque, puisque la notion de vitesse de libération était bien connue depuis Newton et que ce dernier envisageait la lumière sous forme de corpuscules se déplaçant à cette vitesse, estimée en 1675 à l'Observatoire de Paris d'après les travaux de l'astronome danois Ole Christensen Rømer. Un tel objet serait alors invisible, il est proche de ce que l'on appelle aujourd'hui un trou noir. Ainsi, Michell devança le mathématicien français Pierre-Simon de Laplace qui promut lui aussi la même idée dans son livre Exposition du Système du Monde en 1796, sans doute en s'inspirant de Michell bien qu'il ne l'ait pas cité.

## Biographie
Michell suit sa scolarité au Queens' College à Cambridge. Il obtient son M.A. en 1752, et son B.D. en 1761. Il est nommé professeur de géologie en 1762, et en 1767 recteur de Thornhill dans le Yorkshire, où il meurt. Il est élu membre de la Royal Society la même année que Henry Cavendish (1760).
En 1750, il publie un texte d'environ quatre-vingts pages sur les aimants A Treatise of Artificial Magnets, dans lequel il fournit une méthode simple pour augmenter l'intensité d'aimantation. En plus de la description de cette méthode qui porte le nom de « méthode de Michell », le texte en question contient aussi plusieurs observations précises sur le magnétisme, et notamment sur le phénomène d'induction magnétique.
Michell est l'inventeur de la balance de torsion devenue célèbre grâce aux applications qu'en firent Henry Cavendish pour déterminer la masse de la Terre et Charles-Augustin de Coulomb pour établir la loi fondamentale de l'électrostatique (« loi de Coulomb »). En construisant sa balance de torsion, Michell se propose de déterminer la constante de gravitation de Newton G et, comme la constante GM était connue par la troisième loi de Kepler ou par des mesures de la période d'oscillation d'un pendule, en tirer la masse M de la Terre et donc aussi sa densité moyenne. Michell mourut avant de pouvoir utiliser son dispositif en pratique. La balance de Michell passe tout d'abord à Wollaston (l'inventeur du goniomètre qui porte son nom) qui, trop occupé sans doute par ses recherches cristallographiques, n'en fait rien, mais la transmet à Cavendish. Ce dernier améliore très légèrement l'appareil et peut ainsi déterminer en 1798 la constante de gravitation, et donc la masse de la Terre, avec une précision raisonnable. Le nom de Sir Henry Cavendish est resté attaché à cette très célèbre expérience reproduite de nombreuses fois en profitant d'avancées techniques. Cependant on devrait plutôt parler de l'« expérience de Michell et Cavendish ».

## Publications
Quelques-unes de ses autres contributions :
- Conjectures concerning the Cause and Observations upon the Phaenomena of Earthquakes Philosophical Transactions
- Observations On the Comet of January 1760 at Cambridge, Philosophical Transactions (1760)
- A Recommendation of Hadley's Quadrant for Surveying, ibid. (1765)
- Proposal of a Method for measuring Degrees of Longitude upon Parallels of the Equator, ibid. (1766)
- An Inquiry into the Probable Parallax and Magnitude of the Fixed Stars, ibid. (1767)
- On the Twinkling of the Fixed Stars, ibid. (1767)
- On the Means of Discovering the Distance, Magnitude, &c., of the Fixed Stars, ibid. (1784).

## Récompenses et honneurs
L'astéroïde (7063) Johnmichell porte son nom.